# Raitahu

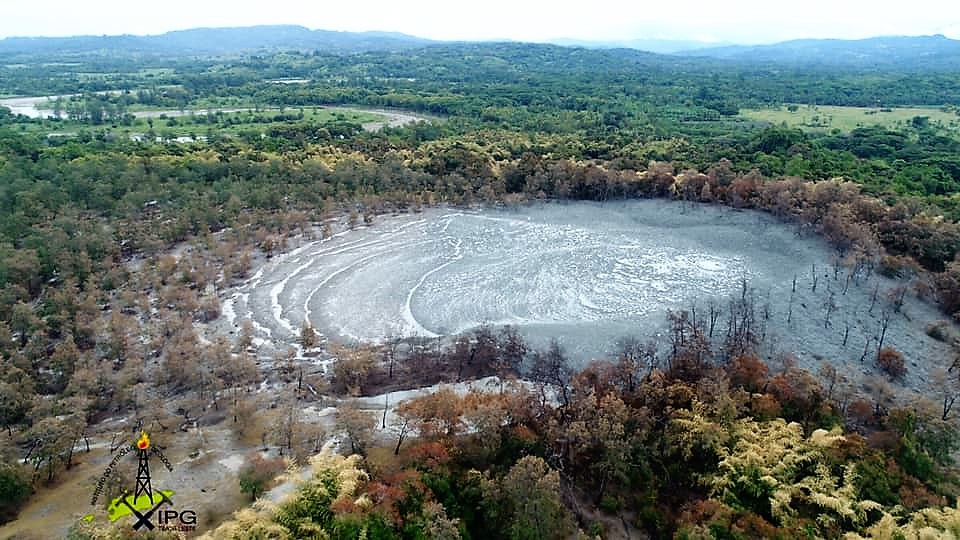
Raitahu

Der Raitahu (Tetum, deutsch Schlammland, im lokalen Tetum Terik: Rai Sut) ist ein Schlammvulkan im osttimoresischen Suco Uma Uain Craic (Gemeinde Viqueque). Er liegt östlich des Flusses Cuha, drei Kilometer vom Meer entfernt.
Bereits Ende des 19. Jahrhunderts berichtete Arthur Wichmann von einem Schlammvulkan bei Bibiluto, in der Ebene von „Raisute“. Er soll fünf kleine und zwei große Krater gehabt haben und im Mai 1857 (beim Erdbeben von Timor 1857) und zwischen 1870 und 1879 viermal ausgebrochen sein. Dabei schleuderte er „Wasser und bituminöse Stoffe unter Feuererscheinungen aus“. Das Wasser floss in den nahegelegenen Cuha. Vor den Ausbrüchen gab es Erdbeben, die die Menschen in der Umgebung aus ihren Hütten vertrieben.
1959 wird der Schlammvulkan als flacher, schildförmiger Kegel beschrieben mit etwa einem halben bis einem Meter Höhe. Der innere Teil davon war eine Ebene, die sich über mehrere hundert Meter erstreckte und auf der einen Seite die verbleibende Wand der alten Caldera aufwies. Nur aus dem Schlammkegel kam in Abständen von mehreren Sekunden eine Gasblase, etwas mit Schlamm vermischtes Salzwasser und einige dünne Fäden braunen Öls. Das Gas war brennbar, aber die Menge an produziertem Gas und Öl war zu gering für eine Probe.
Der Schlammvulkan ist auch heute noch aktiv. So hatte er zum Beispiel im August 2018 einen Ausbruch, wobei die Südwestflanke in Richtung Fluss ins Rutschen kam. Am 3. Mai 2021 gab es eine große Explosion am Schlammvulkan. Videos zeigten eine Flammensäule, die über die Wipfel der Bäume schoss.

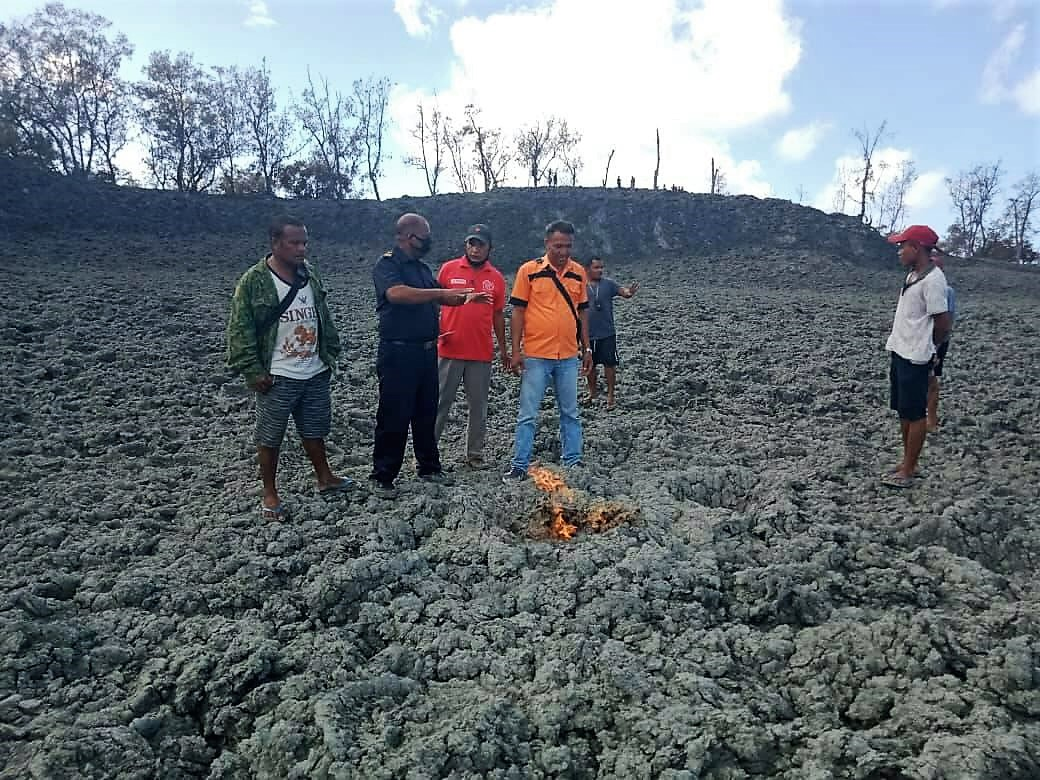
Raitahu nach der Explosion im Mai 2021
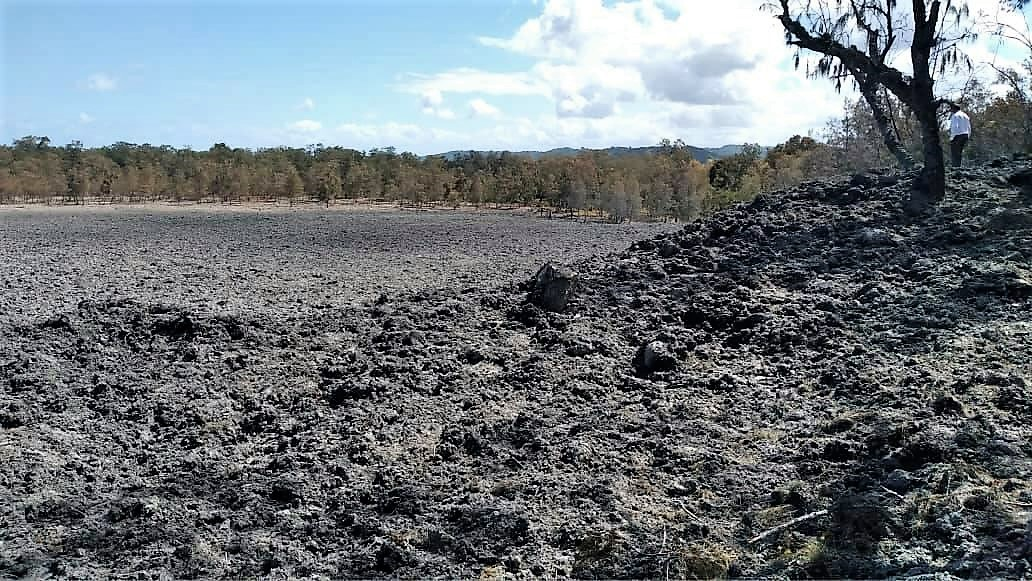
Raitahu nach der Explosion im Mai 2021
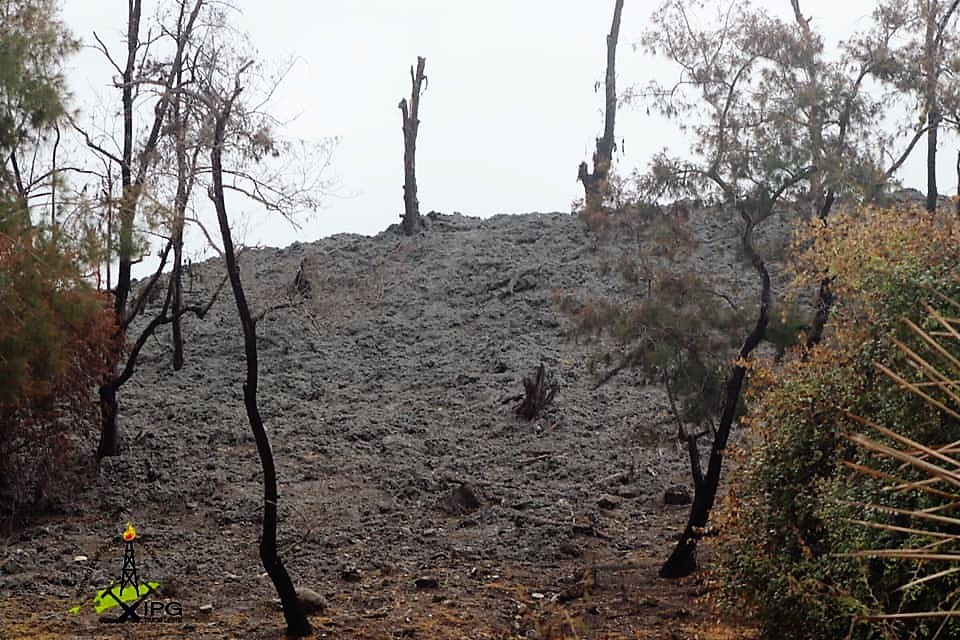
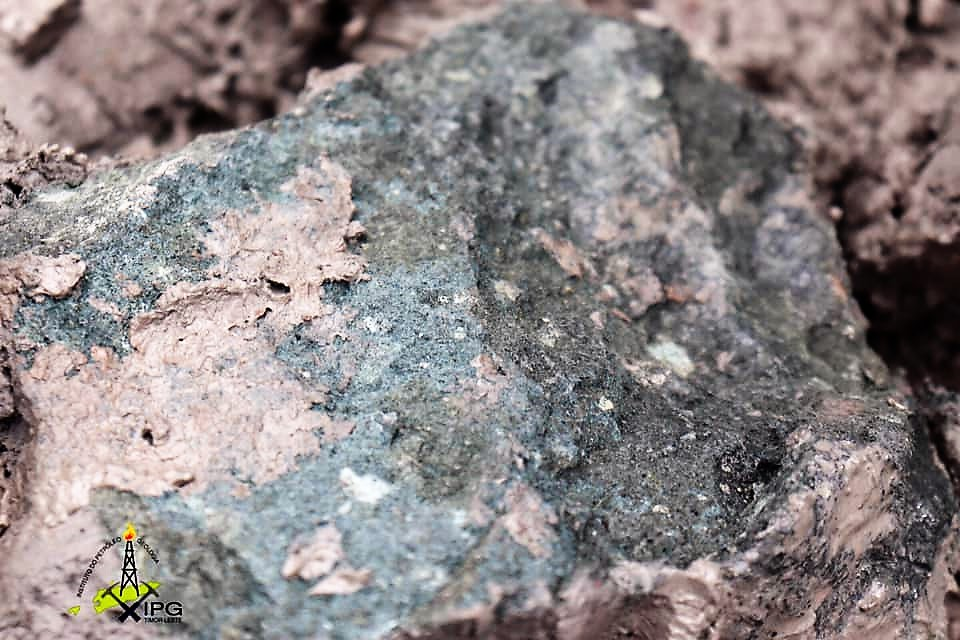
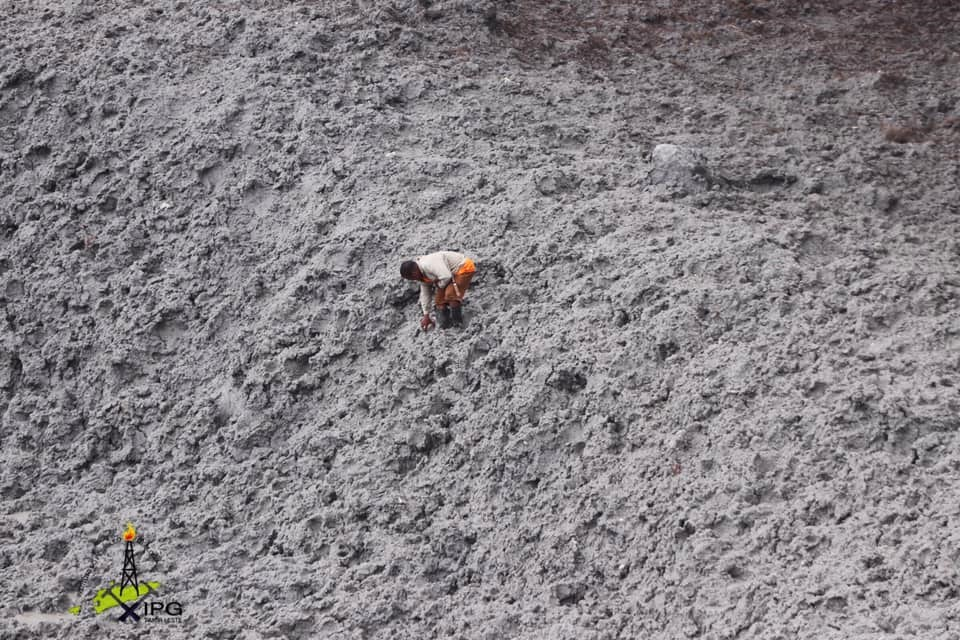